# Киселёва, Нинель Степановна
Нинель Степановна Киселёва (27 октября 1937, город Крюков, теперь в составе города Кременчуг Полтавской области — 17 апреля 2018) — украинская советская деятельница, фрезеровщица Кременчугского автомобильного завода Полтавской области. Депутат Верховного Совета СССР 8-9-го созывов.

## Биография
Родилась в семье рабочего. В 1956 году окончила среднюю школу.
В 1956—1957 годах — ученица и работница ткацкой фабрики города Орехово-Зуево Московской области РСФСР.
В 1957—1961 годах — фрезеровщица Кременчугского комбайнового завода Полтавской области.
С 1961 года — фрезеровщица прессового цеха Кременчугского автомобильного завода Полтавской области. Ударник коммунистического труда.
Образование среднее специальное. В 1972 году без отрыва от производства окончила Одесский автомеханический техникум.
Потом — на пенсии в Кременчуге Полтавской области.

## Награды
- орден Трудового Красного Знамени (1971)
- медаль "За доблестный труд. В ознаменование 100-летия со дня рождения Владимира Ильича Ленина " (1970)
- медали